# Terence Marsh
Pour les articles homonymes, voir Marsh.
Terence George Marsh (né le 14 novembre 1931 à Londres et mort le 9 janvier 2018 à Pacific Palisades (Los Angeles)) est un chef décorateur et directeur artistique britannique.

## Biographie
Terence Marsh a travaillé dans les décors pour le cinéma depuis le milieu des années 1950 jusqu'en 2001 et a remporté à deux reprises l'Oscar des meilleurs décors, en 1966 pour Le Docteur Jivago et en 1969 pour Oliver !.

## Filmographie

### Chef décorateur
- 1970 : Scrooge, de Ronald Neame
- 1971 : Marie Stuart, Reine d'Écosse, de Charles Jarrott
- 1972 : Sentimentalement vôtre, de Carol Reed
- 1973 : Une maîtresse dans les bras, une femme sur le dos, de Melvin Frank
- 1973 : Le Piège, de John Huston
- 1973 : La Ménagerie de verre (téléfilm), d'Anthony Harvey
- 1974 : Terreur sur le Britannic, de Richard Lester
- 1974 : The Abdication, d'Anthony Harvey
- 1975 : Le Froussard héroïque, de Richard Lester
- 1975 : Le Frère le plus futé de Sherlock Holmes, de Gene Wilder
- 1977 : Un pont trop loin, de Richard Attenborough
- 1977 : Drôle de séducteur, de Gene Wilder
- 1978 : Magic, de Richard Attenborough
- 1979 : Le Rabbin au Far West, de Robert Aldrich
- 1980 : Les Séducteurs (segment de Gene Wilder)
- 1981 : Sphinx, de Franklin Schaffner
- 1981 : Absence de malice, de Sydney Pollack
- 1983 : To Be or Not to Be, d'Alan Johnson
- 1984 : Cash-Cash (également coscénariste et producteur), de Richard Lester
- 1986 : Nuit de noce chez les fantômes (également coscénariste), de Gene Wilder
- 1987 : La Folle Histoire de l'espace, de Mel Brooks
- 1990 : À la poursuite d'Octobre rouge, de John McTiernan
- 1992 : Basic Instinct, de Paul Verhoeven
- 1994 : Danger immédiat, de Phillip Noyce
- 1994 : Les Évadés, de Frank Darabont
- 1996 : Ultime Décision, de Stuart Baird
- 1998 : Le Témoin du Mal, de Gregory Hoblit
- 1999 : La Ligne verte, de Frank Darabont
- 2001 : Rush Hour 2, de Brett Ratner

### Directeur artistique
- 1965 : Le Docteur Jivago, de David Lean
- 1966 : Un homme pour l'éternité, de Fred Zinnemann
- 1968 : Oliver, de Carol Reed